# Кобринский, Михаил Ефимович
Михаил Ефимович Кобринский (бел. Міхаіл Яфімавіч Кобрынскі; род. 3 октября 1951, Речица, Гомельская область) — белорусский учёный, доктор педагогических наук, профессор. Ректор Белорусского государственного университета физической культуры (1999—2012).

## Биографические вехи
1969—1973 — студент Гомельского государственного университета.
1974—1977 — учитель физического воспитания.
1977—1979 — организатор воспитательной работы.
1979—1988 — директор школы-интерната для детей-сирот в г. Речица Гомельской области.
1988—1994 — первый заместитель начальника управления образования Гомельского облисполкома.
1994—1999 — начальник управления образования Гомельского облисполкома.
С 1999—2012 — ректор Белорусского государственного университета физической культуры.
Награждён орденом «Знак Почета» (1986).